# Urzababa de Kish
Urzababa o Ur-Zababa fue el segundo rey de la cuarta dinastía de Kish, hijo de Puzur-Suen y nieto de Kubaba. Su madre es desconocida.
Vivió en el siglo XXIV a. C. Durante su reinado, Kish permanecería sometido al gran monarca de Umma y Uruk, Lugalzagesi al ser invadida en c. 2340 a. C. Su relevancia viene dada por la usurpación del trono de Kish bajo su mandato. 
Según la leyenda, un copero real de Urzababa, Sargón, con la ayuda de la diosa Inanna, desplazaría tanto a Lugalzagesi, como a Urzababa. Tras ello fundaría el Imperio Acadio, gobernándolo como Sargón I el Grande.